# Cañón naval 283 mm SK C/28
El Cañón naval 283 mm SK C/28 fue un cañón naval de la Armada alemana desarrollado antes de la Segunda Guerra Mundial, siendo el armamento principal de los cruceros pesados Deutschland (renombrado como Lützow), Admiral Scheer y Admiral Graf Spee.

## Historia
El Tratado de Versalles limitó la construcción de nuevos buques de guerra alemanes en cuanto al número y desplazamiento que estos buques podían tener como máximo 10 000 toneladas largas (10 160 t). La clase afectada de barcos según los términos del tratado eran los acorazados, incluyendo a los denominados cruceros pesados, que en el momento del desarrollo se los apodaba como acorazados de bolsillo (pocket battleships en inglés). El armamento principal típico de un barco de esta clase en la época de la Primera Guerra Mundial era el calibre 203 mm.
Durante la Primera Guerra Mundial, la Armada Imperial Alemana utilizó cañones de 280 mm/50, que estaban equipados con cruceros de batalla del tipo Moltke y Seydlitz. Estos cañones tenían muy buenas características balísticas, pero la dirección de la Reichsmarine optó por desarrollar un nuevo modelo para los futuros barcos.
El desarrollo de nuevos barcos comenzó en 1921 y dio lugar al surgimiento de dos proyectos principales. Según el primero de ellos, se planeó crear un acorazado de defensa costera armado con cañones de 380  mm. Según el segundo, se trataba de construir un crucero pesado con cañones de 210 mm. En ambos casos, los diseñadores confiaron en los cañones disponibles, ya que las principales fábricas del consorcio Krupp estaban ubicadas en el Ruhr, en la zona de ocupación francesa, y no podían dotar a la flota de nuevos cañones de gran calibre.

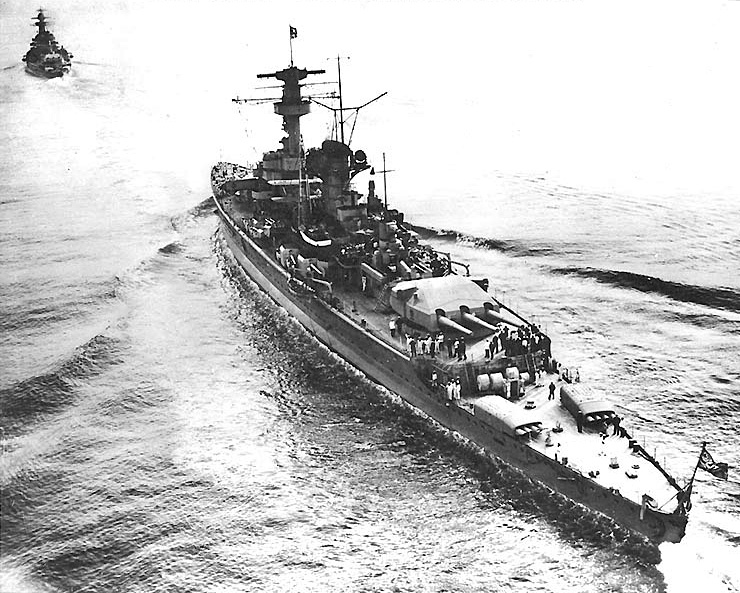
El Deutschland en ruta por el Canal de la Mancha en abril de 1939, junto a un buque de su clase

Ambos proyectos finalmente fueron rechazados. El liderazgo político-militar de Alemania no quiso limitar sus ambiciones navales a proteger la costa del país, y el proyecto del crucero pesado, a pesar de sus dignas características, no fue algo único. En 1924, el trabajo había llegado a un callejón sin salida. Sin embargo, a finales de 1924, el almirante G. Zenker se convirtió en comandante de la Reichsmarine y propuso un enfoque completamente nuevo. La idea era seleccionar características que permitieran a los barcos diseñados evadir los acorazados enemigos existentes, hacer frente con confianza a cruceros pesados armados con cañones de 203 mm y, si fuera necesario, entablar batalla con los pre-dreadnought franceses de la clase Danton, algo que se consideró factible.
En julio de 1925, Francia retiró sus tropas de la región del Ruhr y ahora Krupp pudo proporcionar nuevas armas. Inicialmente, los oficiales navales insistieron en utilizar cañones de calibre 305 mm, pero luego se decidió reducir el calibre y así aumentar la velocidad del barco. Así, se eligieron cañones de 283 mm para la nueva unidad de combate. El proyecto I/M/26 fue preparado en 1926 y seleccionado para su desarrollo detallado en marzo de 1927. El 11 de junio de 1927, G. Zenker anunció oficialmente la próxima construcción de un barco con seis cañones de 283 mm, que por razones políticas se llamó "acorazado" (en alemán: Panzerschiff), aunque no alcanzaba tal categoría. El proyecto también recibió el apoyo del almirante Erich Raeder, un defensor de la teoría de la “guerra de crucero” que se convirtió en el nuevo comandante en jefe de la Reichsmarine en 1928.
El SK C/28 de 283 mm se utilizó como cañón naval en los tres barcos de la clase Deutschland antes y durante la Segunda Guerra Mundial.
Si bien se sabe que la mayoría de los cañones de los barcos alemanes tienen un uso secundario como artillería de costa, actualmente no hay evidencia de tal uso en este modelo de cañón en concreto. Aunque la pérdida del Graf Spee supuso que las piezas de repuesto previstas para estos cañones quedaran libres, los otros dos barcos con el mismo armamento permanecieron en servicio prácticamente hasta el final de la guerra.

## Desarrollo
Krupp ya había adquirido mucha experiencia con el calibre antes y durante la Primera Guerra Mundial y el cañón de carga rápida C/28 de 283 mm era esencialmente la cuarta generación de armamento cuyo diseño básico había arrancado con el cañón de carga rápida de 283 cm. L/40.
El desafío al que se enfrentaba ahora era reunir tanta potencia de fuego como fuera posible en un barco relativamente pequeño. Para ello se construyeron por primera vez torretas triples para los cañones. Un ligero alargamiento del cañón en 2 longitudes de calibre en comparación con el cañón de carga rápida L/50 de 28 cm desarrollado recientemente hasta completar una longitud total del cañón de 14.815 mm (L/52), junto con munición más desarrollada, aumentó el alcance de disparo en comparación al L/50 (máx. 31 000 m) aumentándolo a los 36 500 m.
Esto también fue posible porque el soporte giratorio C/28 de nuevo diseño permitía a la torreta elevar el cañón hasta 40°. Dicha montura de artillería de torreta Drh LC/28 fue desarrollada específicamente para barcos de la clase Deutschland.

## Servicio

### Deutschland
El Deutschland, puesto en servicio en abril de 1933, pasó a llamarse Lützow el 15 de noviembre de 1939. Esto se hizo, por un lado, por razones psicológicas, ya que Hitler no quería que se hundiera un barco con el nombre de Deutschland, pero también para ocultar la venta del crucero pesado Lützow de la clase Admiral Hipper a la Unión Soviética. En uso regular desde su puesta en servicio, permaneció en Swinemünde con graves daños hasta el final de la guerra y finalmente fue hundido en el Mar Báltico en 1947 como botín de guerra soviético.

### Admiral Scheer
El Admiral Scheer fue el segundo barco que se puso en servicio en noviembre de 1934. En el invierno de 1939/40 se llevó a cabo una importante renovación: la cubierta de proa se prolongó y sufrió un reforma mayor en la estructura. Además, la gran torre de batalla sobre el puente se amplió y se reemplazó por un mástil tubular delgado para que el aspecto del barco se correspondiera con el del Lützow. En febrero de 1940, el Admiral Scheer, al igual que el Lützow, fue reclasificado como crucero pesado. Después de misiones regulares durante la guerra, el Admiral Scheer zozobró el 9 de abril de 1945 tras ser alcanzado por bombas en el puerto de construcción exterior de la Deutsche Works Kiel (DWK).

### Admiral Graf Spee
El Admiral Graf Spee fue el último barco de esta clase en entrar en servicio en la Armada en enero de 1936. En diciembre de 1939, por orden de su comandante Hans Langsdorff, había conducido a su barco a una batalla desigual contra los buques de guerra aliados frente a las costas de América del Sur y, tras escapar al puerto neutral de Montevideo, consideró que la situación era desesperada en el Río de la Plata y fue hundido por su propia tripulación frente a Montevideo.

## Munición
La munición del SK C/28 de 28 cm está dividida y consta de un proyectil, un cartucho previo y un cartucho de vaina, con un peso total de 300 kg, que se cargaba en función de las necesidades del objetivo. La carga del arma requería dos procesos de cebado. En el primero se cargaba el proyectil, en el segundo los dos componentes propulsores. Contra objetivos fuertemente blindados se utilizaba el Panzersprenggranate, que puede penetrar unos 16 cm de acero blindado a 20 km y detonar en el interior del objetivo tras penetrar el blindaje con una espoleta retardada. Las granadas explosivas se utilizaban contra objetivos ligeramente blindados y no blindados, y la granada explosiva con espoleta inferior causaba daños en el interior del objetivo debido al retardo de la detonación.Esta elección de munición dio a los artilleros de los "acorazados de bolsillo" la oportunidad de disparar contra objetivos de cualquier tipo con proyectiles más efectivos. Al mismo tiempo, esto provocó ciertas dificultades a la hora de seleccionar correctamente su proporción en la carga de municiones, por lo que los barcos solían tener el mismo número de proyectiles de cada tipo.

### Proyectiles
| Tipo de proyectil | Peso en kg. | longitud en cm. | peso del explosivo en kg. | explosivo en relación con el peso total (%) |
| --- | ----------- | --------------- | ------------------------- | ------------------------------------------- |
| 28 cm Pzgr. L/3.7 (mhb) Obús perforante con espoleta inferior y tapón balístico.                                      | 300         | 106             | 7,84                      | 2,6                                         |
| 28 cm Spgr. L/4,2 Bdz (mhb) Obús de alto poder explosivo con espoleta inferior y casquillo balístico. Semiperforante. | 300         | 119             | 16,94                     | 5,65                                        |
| 28 cm Spgr. L/4,2 Kz (mhb) Obús de alto grado explosivo con espoleta de cabeza y casquillo balístico.                 | 300         | 119             | 23,3                      | 7,8                                         |

Existió a su vez, una munición (improvisada) 28 cm Spgr. L/4,2 Kz (mhB) con granada explosiva con espoleta de cabeza (espoleta de tiempo S/60 nA). El proyectil se disparaba contra blancos aéreos utilizando el denominado método de disparo por zonas.

### Carga propulsora
Cartucho de vaina: 118 kg
Precartucho: 37 kg